# Phyllogloea liui
Phyllogloea liui är en svampart som beskrevs av B. Liu & J.Z. Cao 1985. Phyllogloea liui ingår i släktet Phyllogloea och familjen Phragmoxenidiaceae.   Inga underarter finns listade i Catalogue of Life.